# Gonodonta soror
Gonodonta soror là một loài bướm đêm trong họ Noctuidae.